# 2018 (Film)
2018 ist ein Survival-Thriller in indischer Malayalam-Sprache unter der Regie von Jude Anthany Joseph, der das Drehbuch zusammen mit Akhil P. Dharmajan schrieb. Die Filmstars sind Kunchacko Boban, Tovino Thomas, Narain, Asif Ali, Vineeth Sreenivasan und Lal mit einem Ensemble als Nebendarsteller. Der Film basiert auf den Ereignissen während der Überschwemmungen in Kerala im Jahr 2018.
Die Veröffentlichung war ursprünglich für den 21. April 2023 geplant, wurde dann aber auf den 5. Mai 2023 verschoben.
Der Film spielte nach 11 Tagen der Veröffentlichung ₹100 crores (11.266.832,45 €) ein und war außerdem der erste Malayalam-Film, der ₹200 crores (22.533.664,90 €) einspielte. Es ist der derzeit erfolgreichste Malayalam-Film aller Zeiten und der achthöchste indische Film im Jahr 2023.

## Handlung
Noora, eine Fernsehreporterin, berichtet über Wasserknappheit in Pondicherry. Ihr Auto wird von einem Lastwagen von Sethupathi angefahren und beschädigt, der Sprengstoff nach Kerala exportierte. Anoop, ein ehemaliger Soldat, ist Assistent im Laden von Bhasi, einem blinden Mann. Manju, die zuvor in Delhi gearbeitet hat, tritt als Lehrerin in die nahegelegene Schule bei. Anoop verliebt sich in Manju und sie beginnen sich zu verabreden. Zwei Fischer, Mathachan und sein Sohn Winston, retten drei weitere Fischer, die in einem Gewitter auf See festsitzen.
Rameshan, ein IT-Spezialist in Abu Dhabi, hat kein gutes Verhältnis zu seiner kranken Frau Anupama, aber er verlässt die Arbeit, um bei ihr und seiner im Krankenhaus befindlichen Mutter zu sein. Innenminister Shaji Punnoose berichtet über die bevorstehende Flut. Punnoose und seine Frau Serina laden Anoop und Manju zu ihrer Einweihungsparty ein. Nixon, Mathachans jüngerer Sohn, träumt sehr zum Missfallen seiner Eltern davon, Model zu werden. Er ist in die Tochter von Chandy, einem wohlhabenden Geschäftsmann, verliebt. Chandy fühlt sich nicht wohl, wenn seine Tochter im Fluthilfelager arbeitet. Winstons Frau tröstet Mathachan. Nixon geht nach Kochi, wo er mit Mathachan und Winston streitet. Anschließend geht er in die Wohnung eines Freundes.
Koshy, ein Taxifahrer, bringt zwei Touristen aus Polen nach Kuttanadu, um ihnen das Bootsrennen zu zeigen, das jedoch abgesagt wurde. Die Touristen vermuten, dass Koshy sie betrogen hat, und suchen Zuflucht in Anoops Haus. Rameshans Mutter stürzt und wird ins Krankenhaus eingeliefert. Er kehrt nach Kerala zurück, um bei ihr zu sein. Sein Flug landet in Coimbatore, als die Überschwemmungen schlimmer werden. Er nimmt einen Zug, der in einen Erdrutsch gerät. Er ist unverletzt und lässt sich von Sethupathis Lastwagen mitnehmen. Sethupathi hört, wie Rameshan am Telefon mit seiner Mutter spricht, und ihr emotionales Gespräch ändert seine Meinung und er wirft den Sprengstoff ab. Rameshan gibt Sethupathi ein Spielzeug für seine Tochter. Sethupathi geht zum Hilfslager, übergibt es seiner Tochter und bleibt, um zu helfen.
Bei einer schwangeren Frau treten die Wehen ein, aber sie kann wegen der Überschwemmung nicht ins Krankenhaus. Ein Hubschrauber fliegt vorbei und Anoop zündet Fackeln an, um die Aufmerksamkeit des Piloten zu erregen, aber eine Landung ist zu gefährlich. Anoop kontaktiert den Piloten und hilft der schwangeren Frau, ins Krankenhaus zu kommen. Das Dorf lobt ihn; sogar Manju ist beeindruckt. Mathachan und Winston machen sich auf den Weg, um Menschen zu helfen, die in der Flut festsitzen. Chandy dankt ihnen für die Rettung seiner Familie. Mathachan wird getötet, als die Mauer einer Schule über ihm einstürzt. Nixon und Winston sind durch seinen Tod erschüttert. Cleetus kommt und bittet um Hilfe bei der Rettung seines Bruders Joseph. Winston und Nixon gehen mit Cleetus. Nach langer Suche finden sie das Haus von Joseph und retten seine Familie. Shaji ist schockiert, als er von der Zerstörung durch die Überschwemmungen hört. Sein Haus ist eingestürzt und er glaubt, seine Familie sei tot. Seine Arbeitskollegen begleiten ihn auf der Suche nach seiner Frau und seiner Tochter.
Nixon hilft Chandys Tochter bei der Flucht aus ihrem überfluteten Haus. Sie ist bestürzt darüber, dass sie ihre Leistungszeugnisse zurücklassen muss, also schwimmt Nixon in ihr Haus, um sie abzuholen. Vargheses Frau fütterte gerade ihren Sohn Gundappi, als die Überschwemmungen hereinbrachen. Gundappi fällt verletzt aus seinem Bett. Anoop erfährt, dass Varghese und seine Familie das Hilfslager nicht erreicht haben, und nimmt ein Boot und fährt zu ihrem Haus, von dem nur noch das Dach über Wasser steht. Gundappi schreit und Anoop rettet ihn und seine Familie. Als sie zum Lager zurückkehren, sieht Anoop, wie Bhasi ins Wasser fällt. Während er Bhasi rettet, bleibt Anoop mit dem Fuß zwischen zwei Felsen stecken und ertrinkt. Drei Monate später sind die Überschwemmungen zurückgegangen. Die Menschen sind in ihre Häuser zurückgekehrt. Shaji findet seine Frau und seine Tochter im Krankenhaus; Nixon und Winston kehren zum Angeln zurück; Rameshan lebt mit seiner Frau und seiner Mutter zusammen. In seinem Dorf wird ein Denkmal für Anoop errichtet, und Bhasi sitzt untätig darunter. Manju trauert um Anoop, während Gundappi Rosen an seinem Denkmal niederlegt.

## Produktion
Der Film wurde im September 2018 offiziell mit dem ursprünglichen Titel 2403 Ft.: The Story Of Unexpected Heroes angekündigt, der später in den aktuellen Titel geändert wurde.

### Dreharbeiten
Die Hauptdreharbeiten begannen am 27. Mai 2022. Die Drehorte erstrecken sich über verschiedene Teile der Distrikte Thrissur, Ernakulam, Kottayam, Alappuzha, Idukki und Kollam. Tirunelveli und Hyderabad waren bedeutende Orte außerhalb Keralas. Die Hauptdreharbeiten fanden in einem 15 Hektar großen Filmset in Vaikom statt. Die Dreharbeiten wurden am 12. November 2022 abgeschlossen. Die Überschwemmungssequenzen wurden ausschließlich mit praktischen Effekten gedreht.

## Rezeption

### Kritik
Gopika Is von der Times of India gab dem Film 4 von 5 Sternen und schrieb: „Die Qualität des Drehbuchs zeigt, dass Akhil P. Dharmajan und Jude eine lobenswerte Arbeit geleistet haben. Die Kameraarbeit von Akhil George muss besonders erwähnt werden. Fügen Sie den Schnitt und die Qualität von Chaman Chacko hinzu.“ VFX, der Film ist eine gute Uhr.“ Anna MM Vetticad von Firstpost bewertete den Film mit 2,5 von 5 Sternen und erklärte: „Dies ist definitiv nicht die Art von Film, die den Intellekt hat, den Wunsch eines Mannes, sich über die Stellung seiner Familie im Leben zu erheben, mit Empathie zu behandeln, selbst wenn er dafür verurteilt wird, dass er ihnen gegenüber voreingenommen ist.".
Anandu Suresh von IndianExpress.com gab dem Film 4 von 5 Sternen und schrieb: „Die Macher stellen schnell fest, dass Regen eine allgegenwärtige und einflussreiche Figur im Film ist.“ S.R.Praveen, Filmkritiker von The Hindu, bemerkte, dass „Jude Anthany Josephs technisch solide Nachbildung der Überschwemmungen auch eine Botschaft der Einheit ist“. Der Rezensent von Onmanorama schrieb: „Jeder ist ein Held“ ist ein ausgewogener Film, der Sie zufrieden stellt und Sie bis zum Ende fesselt.

## Belege
1. ↑  Jude Anthany Joseph’s 2018 first look to be out on this date. In: Cinema Express. Abgerufen am 12. Dezember 2022 (englisch).
2. ↑  Jude Anthony Joseph Unveils Title of his Upcoming Film Based on 2018 Kerala Floods. In: News18. 5. November 2022, abgerufen am 12. Dezember 2022 (englisch).
3. ↑  '2018' Movie buffs call the Jude Anthany Joseph film the 'real kerala story'. In: The Times of India. 5. Mai 2023, abgerufen am 20. Oktober 2022 (englisch).
4. ↑  തിയറ്ററുകളിൽ റെക്കോർഡിന്റെ പെരുമഴ തീര്‍ത്ത ‘2018’ ഒടിടി റിലീസ് പ്രഖ്യാപിച്ചു. In: ManoramaOnline. Abgerufen am 29. Mai 2023 (Malayalam).
5. ↑  2018 OTT release: When, where to watch highest-grossing Malayalam film of all time starring Kunchacko Boban, Tovino Thomas, Asif Ali. In: DNA India. Abgerufen am 4. Juni 2023 (englisch).
6. ↑  2018 Movie Review : A thoughtfully crafted movie that tells the story of Kerala's biggest tragedy and its heroes. In: The Times of India. ISSN 0971-8257 (englisch, indiatimes.com [abgerufen am 20. Mai 2023]).
7. ↑  2018 movie review: Hollywood-style disaster flick swings between moving moments and predictability-Entertainment News , Firstpost. In: Firstpost. 6. Mai 2023, abgerufen am 20. Mai 2023 (englisch).
8. ↑  2018 movie review: The Kerala story fanatics and their bot squads don’t want you to know. In: The Indian Express. 5. Mai 2023, abgerufen am 20. Mai 2023 (englisch).
9. ↑  ‘2018’ movie review: Jude Anthany Joseph’s technically solid recreation of the floods is a message of unity too. In: The Hindu. 5. Mai 2023, ISSN 0971-751X (indisches Englisch, thehindu.com [abgerufen am 20. Mai 2023]).
10. ↑  '2018' is a well-made film that recreates one of Kerala's worst moments in recent memory. In: OnManorama. Abgerufen am 20. Mai 2023 (englisch).